# Crossotus falzonii
Crossotus falzonii är en skalbaggsart som beskrevs av Stefan von Breuning 1943. Crossotus falzonii ingår i släktet Crossotus och familjen långhorningar.
Artens utbredningsområde är Djibouti. Inga underarter finns listade i Catalogue of Life.